# Tim Bagley
Timothy Hugh 'Tim' Bagley (Minneapolis, 17 augustus 1957) is een Amerikaans acteur.

## Biografie
Bagley werd geboren in Minneapolis en heeft met zijn familie nog in Madison (Wisconsin), Trempealeau en Niles (Michigan) gewoond. Na zijn highschooltijd verhuisde hij naar Zuid-Californië om deel te nemen aan een zanggroep genaamd The Young Americans. Tegelijkertijd ging hij psychologie studeren aan de California State University in Fullerton (Californië). 

## Filmografie

### Films
Selectie:
- 2012 This Is 40 – als Dr. Pellagrino
- 2007 Knocked Up – als Dr. Pellagrino
- 2006 Employee of the Month – als Glen Gary
- 2006 Accepted – als adjunct-directeur Matthews
- 2004 The Day After Tomorrow – als Tommy
- 1999 Austin Powers: The Spy Who Shagged Me – als vriendelijke vader
- 1994 The Mask – als Irv Ripley
- 1992 Mistress – als zingende student

### Televisieseries
Selectie:
- 2021-2024 The Great North - als schoolhoofd Gibbons - 14 afl.
- 2023 Somebody Somewhere - als Brad Schraeder - 6 afl.
- 2015-2022 Grace and Frankie - als Peter - 32 afl.
- 2021-2022 Call Me Kat - als Wyatt - 7 afl.
- 2000-2020 Will & Grace – als Larry – 17 afl.
- 2016-2019 Teachers - als schoolhoofd Pearson - 37 afl.
- 2014-2016 You're the Worst - als sociaal werker - 2 afl.
- 2015 Mr. Robinson - als supervisor Dalton - 5 afl.
- 2011-2014 Web Therapy – als Richard Pratt – 9 afl.
- 2013 Quick Draw – als burgemeester Dodge – 4 afl.
- 2010-2012 Hot in Cleveland – als Larry – 3 afl.
- 2010-2011 $h*! My Dad Says – als Tim – 6 afl.
- 2004-2009 Monk – als Harold Krenshaw – 9 afl.
- 2006-2009 10 Items or Less – als Don Bagley – 3 afl.
- 2008 Miss Guided – als Peter – 2 afl.
- 2003-2007 According to Jim – als Tim Devlin – 4 afl.
- 2005-2007 The King of Queens – als Glenn – 3 afl.
- 2005 7th Heaven – als vader van Vincent – 2 afl.
- 2004 Wanda Does It – als Tim Brewer – 6 afl.
- 2002 The Court – als Gregg Willis – 5 afl.
- 2000-2001 Strip Mall – als Dwight – 22 afl.
- 1995-1996 Hope & Gloria – als Ed – 3 afl.

- Library of Congress Control Number: no2009043281
- MusicBrainz: 5cb8e468-73e1-42fe-b2b0-bcaedf69eef0
- Virtual International Authority File: 83619182
- WorldCat: E39PBJB8vfY3b4TDKYvgDC6Myd